# Ceslav Sieradzki
Ceslav Sieradzki (en polonais Czesław Sieradzki), né le 16 juillet 1925 à Barr (Bas-Rhin), apprenti boulanger est un résistant français d'origine polonaise, assassiné par les nazis le 12 décembre 1941  au camp de sûreté de Vorbruck-Schirmeck.

## Enfance
Ceslav Sieradzki est né à Barr (Bas-Rhin), de parents immigrés polonais qui s’y étaient installés en 1924.
Après la mort de ses parents, Ceslav Sieradzki est accueilli à l’hospice des orphelins du quartier de Strasbourg-Neudorf en 1932.
En 1939, il commence son apprentissage chez un boulanger de la rue du Faubourg de Saverne.

## Résistance

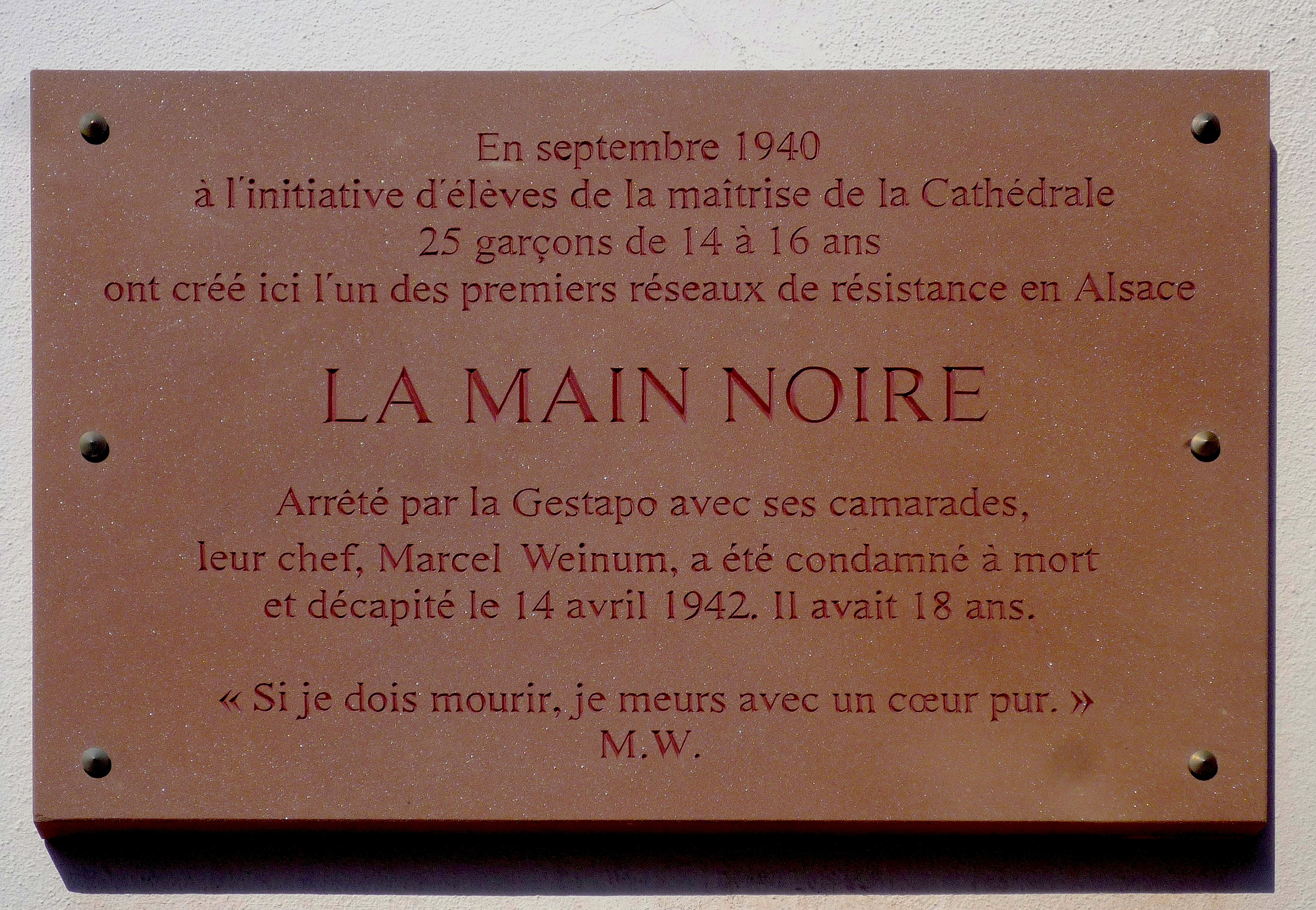
La plaque commémorative apposée sur la façade du Collège épiscopal Saint-Étienne à Strasbourg.

En 1940, il choisit de se consacrer à plein temps à des actes de résistance contre les Allemands qui ont annexé son pays d’origine, la Pologne et sa patrie d'adoption, l'Alsace, dans le cadre de l’organisation La Main Noire, fondée et dirigée par l'ancien élève de la maîtrise de la cathédrale, devenu apprenti-dessinateur, Marcel Weinum, âgé de seize ans lui aussi.
À l’automne 1940, Sieradzki réussit à prendre contact avec un agent du consulat britannique de Bâle, mais il est arrêté au retour et incarcéré jusqu'en avril 1941.
En mai 1941, il retourne à Bâle avec Marcel Weinum pour remettre au consulat britannique plusieurs documents. Les deux adolescents sont arrêtés avant d'atteindre leur but.
Le 12 décembre 1941 au matin, Ceslav Sieradzki est transféré de la Centrale de Kehl au camp de sûreté de Vorbruck-Schirmeck où ses camarades sont déjà prisonniers.
Après le démantèlement du réseau, le cas de Ceslav Sieradzki est traité par les nazis d’une manière très différente. À leurs yeux, il n’est qu’un « ex-ressortissant polonais », et donc un sous-homme.
Rescapé du groupe de « La Main noire », Jean-Jacques Bastian témoigne :

« Je nous revois dans une baraque du camp de Schirmeck, en train de regarder derrière les grillages de la fenêtre le 12 décembre 1941.
Une meute hurlante de Kapos avec des gourdins pourchasse un prisonnier en hurlant des ordres : lever, coucher, sauter, à genoux… La loque humaine ensanglantée, la tête rasée, est piétinée sur le gravier.
Mais la frêle silhouette se relève, étend les bras et crie « Vive la France ».
Les Kapos entraînent leur victime et une demi-heure après les haut-parleurs du camp annoncent que « Ceslav Sieradzki a été abattu lors d’une tentative de fuite ».
Le communiqué officiel du Reichsführer SS chef de la police allemande annonça que Ceslav Sieradzki était fusillé « wegen Widerstandes » (« pour cause de résistance »). C'est la première fois qu'était employé ce terme de « résistance ». »

Marcel Weinum sera condamné à mort le 31 mars 1942 à Strasbourg et exécuté le 14 avril à Stuttgart. Les autres membres de la Main Noire connaîtront l’humiliation de l’incorporation de force.

## Postérité
L’attitude héroïque de Ceslav Sieradzki au cours de sa mise à mort a fait de lui un héros de la Résistance. Il est le premier résistant de la jeunesse alsacienne tué par les nazis.
En 2002, Ceslav Sieradzki s’est vu attribuer la mention « Mort pour la France ». Il n’a pas de sépulture.
Un square à Barr, sa ville natale, et un rond-point à Uffholtz portent son nom. Une rue à Strasbourg-Neuhof  porte son nom ainsi qu'une salle de réunion au Foyer de la Jeunesse Charles Frey (ancien orphelinat) où il a été accueilli jeune enfant au décès de sa mère.

### Filmographie
Un documentaire de 52 minutes a été réalisé en 2010 sous le titre La Main noire par Jean-Baptiste Frappat (auteurs : Jean-Baptiste Frappat et Daniel Psenny) d'après le livre de Gérard Pfister Marcel Weinum et la Main Noire. Il a été coproduit par JEM Productions et France 3 Alsace avec le soutien de la Région Alsace.